# Real cédula

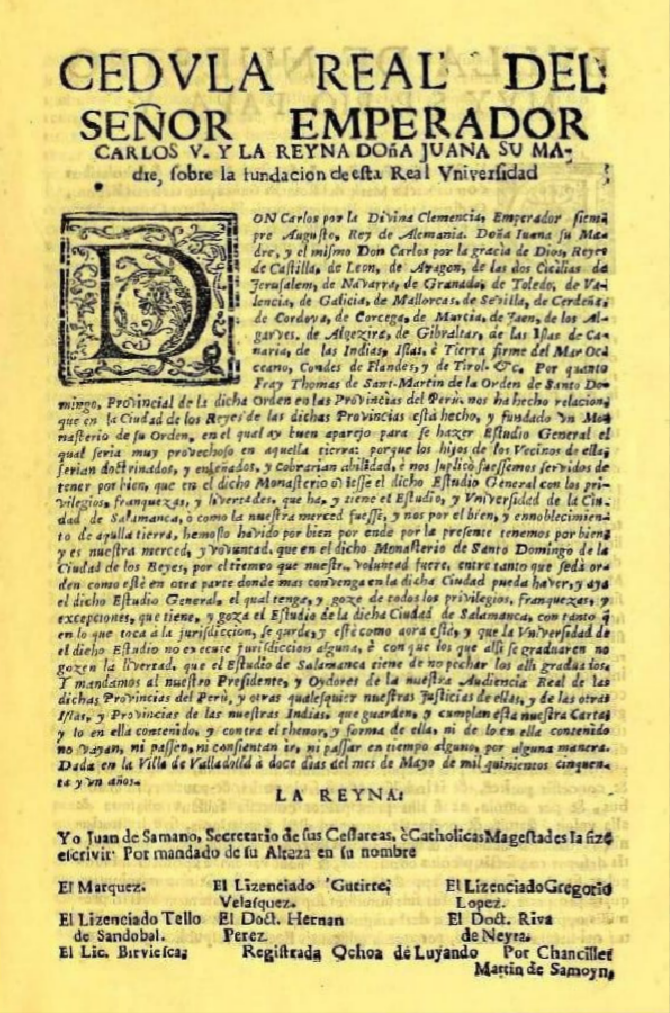
Real Cédula autorizando la fundación de la actual Universidad Nacional Mayor de San Marcos, la universidad más antigua de América.

Una real cédula (en latín Regium Diploma), también llamada real despacho, fue en el derecho español durante el Antiguo Régimen un despacho del rey de España, expedido por algún consejo o tribunal superior a instancias del rey o en su nombre (es decir, por decisión del tribunal), en que se concedía una merced o se tomaba alguna providencia. Más concretamente, el contenido de la orden resolvía algún conflicto de relevancia jurídica, establecía alguna pauta de conducta legal, creaba alguna institución, nombraba algún cargo real, otorgaba un derecho personal o colectivo u ordenaba alguna acción concreta.
En la actualidad sigue existiendo el concepto de «real cédula» en el caso de los nombramientos, siendo una ratificación publicada en el Boletín Oficial del Estado (BOE) de un cargo históricamente creado por una real cédula, por la que se nombra a una persona para ocupar dicho cargo. Reales cédulas que se expidieron en el pasado para la fundación de ciertos institutos siguen formando parte de sus estatutos, y pueden ser consultadas, ratificadas o transformadas al modelo constitucional actual.

## Descripción
Existen dos variantes fundamentales: Las reales cédulas de oficio que se derivan de la propia función administrativa, que inician con el nombre —si es personalizada— o con los cargos o títulos de las personas a las que se dirige. Las otras reales cédulas son otorgadas, igualmente por el rey, pero a petición de parte y comienzan mencionando el asunto de la solicitud y al solicitante.
Este tipo de documentos se usaba tanto en España como en los dominios españoles de ultramar —América y Filipinas—, en este caso con asesoramiento en la mayoría de los casos del Consejo de Indias.[cita requerida]
La orden aparecía encabezada por las palabras: «El Rey», dirigida al destinatario del mandato y finalizaba con la firma: «Yo, el Rey». Desde que Carlos V se convirtiera en emperador del Sacro Imperio, sus cédulas solían llevar el título de emperador, y, según la ocasión, pudieron ser expedidas en nombre de la reina consorte.

## Ejemplos
- Real cédula de 1789 «concediendo libertad para el comercio de negros».[10]

Ejemplos del concepto actual a través de su publicación en el BOE:
- Real cédula data de 22 de diciembre de 2017, expedida por el Felipe VI con refrendo del ministro de Justicia Rafael Catalá Polo, para el nombramiento del reverendo Paul Charles Ferrer como Rector del Real Colegio Inglés de Valladolid.[11]
- Real cédula de 23 de agosto de 2022, por la que se nombra Rector del Real Colegio Inglés de Valladolid al Reverendo John Cristopher Adams Flynn.[12]